# Irina Bugrimowa
Irina Nikołajewna Bugrimowa (ur. 13 marca 1910 w Charkowie, zm. 20 lutego 2001 w Moskwie) – pierwsza kobieta treserka lwów w Związku Radzieckim.

## Życiorys
Irina Nikołajewna Bugrimowa urodziła się w Charkowie. Ojciec był weterynarzem, a matka pianistką i fotografem. Zaczynała jako tancerka w balecie, potem uprawiała łyżwiarstwo szybkie. W 1927 roku została mistrzynią Ukraińskiej SRR w pchnięciu kulą, a potem w rzucie dyskiem. W 1931 roku zaczęła występować w cyrku razem ze swoim mężem. Przygotowywali numery kaskaderskie z wykorzystaniem jazdy na motorze. Samodzielne występy zaczynała od tresowania koni. Po kilku miesiącach otrzymała od Centralnej Administracji Cyrków Państwowych 3 małe lwy. Nadała im imiona: Gajusz, Juliusz i Cezar. Zdobyte wcześniej umiejętności jazdy na motorze wykorzystywała podczas występów razem z lwami. Metody pracy z lwami musiała wypracować samodzielnie, bo nikt dotychczas z nimi w cyrku nie występował. W 1941 roku została zaatakowana przez lwy. Juliusz przewrócił ją na podłogę, a Gajusz ugryzł w nogę. W szpitalu musiano jej założyć 50 szwów. Wróciła do pracy ze swoimi podopiecznymi. Nauczyła je huśtać się na huśtawce, chodzić po linie, wkładała głowę do ich pysków. W cyrku pracowała przez 45 lat. Opiekowała się prawie setką lwów. Najdłużej Cezarem. Lew przeżył 23 lata. Jako emeryt nie rozumiał, że nie może występować. Irina musiała zgodzić się na jego uśpienie. Po przejściu na emeryturę pracowała w komisji egzaminacyjnej Moskiewskiej Szkoły Cyrkowej i Towarzystwie Ochrony Zwierząt. Napisała dwie książki o cyrku. Jedna z nich nosi tytuł Na arenie i wokół niej.

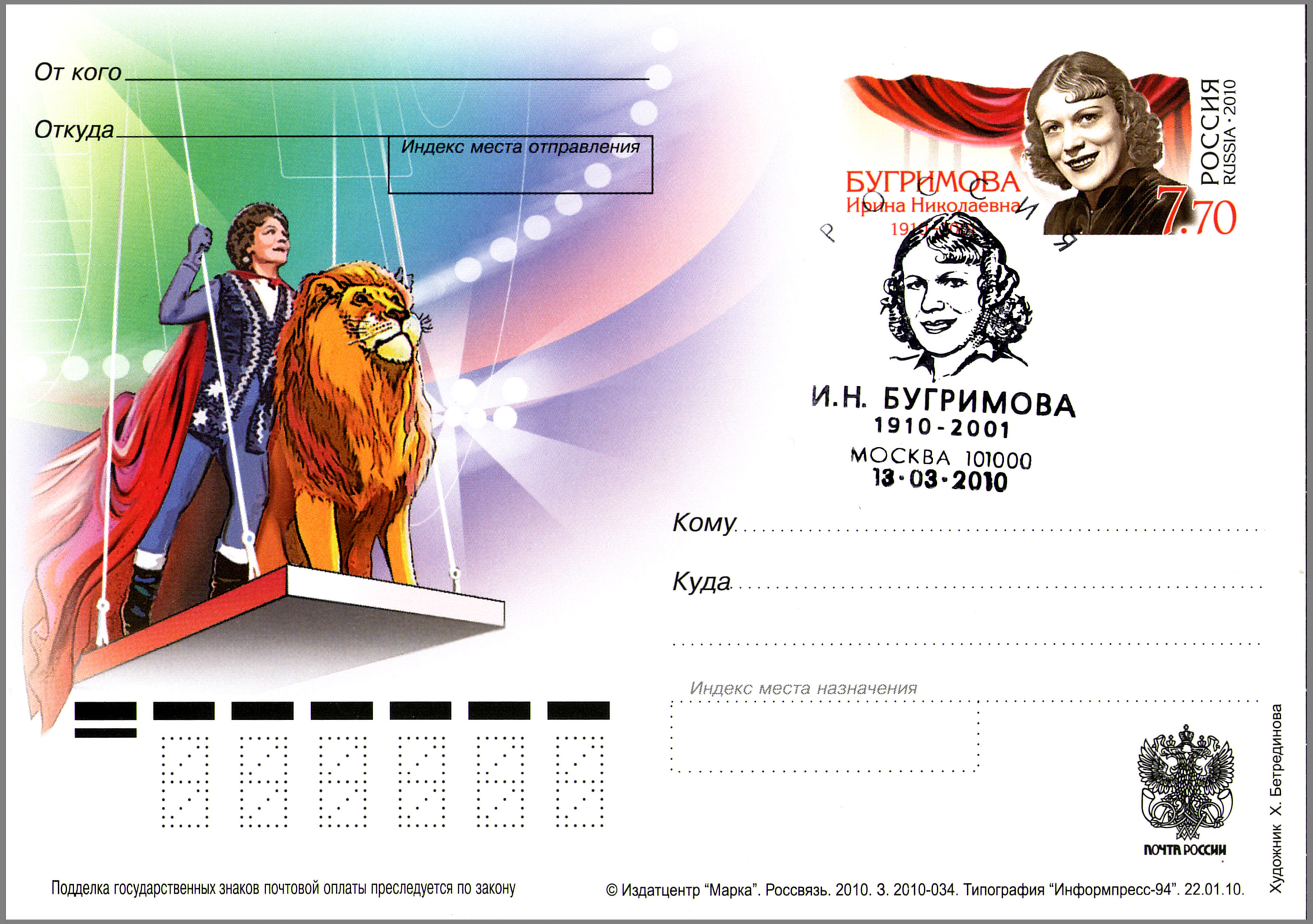
Kartka pocztowa wydana z okazji 100 rocznicy urodzin artystki

## Życie prywatne
Jej mężem był trener Aleksandr Busłajew. Zaczynała z nim karierę w cyrku i przez 6 lat występowali wspólnie w numerze kaskaderskim. W 1947 roku rozwiedli się. Po raz drugi wyszła za mąż za akrobatę Konstantina Parmakiana, ale małżeństwo trwało tylko kilka lat. Po wojnie, gdy dom rodziców został zbombardowany, otrzymała mieszkanie w Moskwie i tam mieszkała do śmierci. Została pochowana na Cmentarzu Trojekurowskim w Moskwie.

## Odznaczenia
20 grudnia 1979 roku dekretem Prezydium Najwyższej Rady Radzieckiej ZSRR za wybitne zasługi w rozwoju radzieckiej sztuki cyrkowej otrzymała tytuł Bohatera Pracy Socjalistycznej z Orderem Lenina oraz Złoty Medal „Sierp i Młot”.

## Upamiętnienie
W lutym 2020 roku z okazji 110 urodzin artystki na ścianie wieżowca przy ulicy Kotielniczeskaja nabierieżnaja 1/5, w którym mieszkała, została wmurowana tablica z płaskorzeźbą pokazującą Irinę w towarzystwie lwa. Poniżej umieszczono napis informujący, że w tym domu mieszkała w latach 1952–2001 treserka lwów Irina Nikołajewna Bugrimowa.